# De vogels van Holland
«De vogels van Holland» (pronunciación en neerlandés: /də ˈvoːɣəls vɑn ˈɦɔlɑnt/; en español: «Los pájaros de Holanda») es una canción escrita por Annie M. G. Schmidt y Cor Lemaire interpretada en neerlandés por Jetty Paerl. Fue elegida para representar a los a Países Bajos en el Festival de la Canción de Eurovisión de 1956 tras obtener el segundo puesto en la final nacional neerlandesa Nationaal Songfestival 1956.

## Festival de la Canción de Eurovisión 1956

### Selección
Esta canción participó en Nationaal Songfestival 1956, una final nacional organizada por la emisora neerlandesa Nederlandse Televisie Stichting para elegir a las dos actuaciones que representarían a los Países Bajos en el Festival de la Canción de Eurovisión 1956. Esta se celebró el 24 de abril de 1956, un mes antes del festival, en el estudio de televisión de AVRO en Hilversum.
La canción fue interpretada por la cantante neerlandesa Jetty Paerl en segundo lugar, sucediendo a Corry Brokken con «Ik zei ja» y precediendo a Bert Visser con «Gina mia». El resultado de la votación, que fue realizada por los telespectadores enviando tarjetas postales, fue anunciado el 5 de mayo. La canción obtuvo el segundo puesto con 1530 puntos, calificando para participar en el Festival de Eurovisión junto a la canción «Voorgoed voorbij», que ganó la final con 1854 puntos.

### En el festival
La canción participó en el festival celebrado en el Teatro Kursaal de Lugano, Suiza, el 24 de mayo de 1956, siendo interpretada por la cantante  Jetty Paerl. La orquesta fue dirigida por Fernando Paggi.
Tiene el honor de ser la primera canción interpretada en la historia del festival, ya que lo hizo en primer lugar, precediendo a Suiza con Lys Assia interpretando «Das alte Karussell». El resultado de las votaciones no fue revelado, por lo que se desconoce en qué puesto terminó la canción.